# F. Gary Gray
Felix Gary Gray (New York, 17 luglio 1969) è un regista e produttore cinematografico statunitense.

## Filmografia

### Regista

#### Cinema
- Ci vediamo venerdì (Friday) (1995)
- Set It Off - Farsi notare (Set It Off) (1996)
- Il negoziatore (The Negotiator) (1998)
- Il risolutore (A Man Apart) (2003)
- The Italian Job (2003)
- Be Cool (2005)
- Giustizia privata (Law Abiding Citizen) (2009)
- Straight Outta Compton (2015)
- Fast & Furious 8 (The Fate of the Furious) (2017)
- Men in Black: International (2019)
- Lift (2024)

#### Videoclip
- It Was a Good Day di Ice Cube (1992)
- Southernplayalisticadillacmuzik di OutKast (1994)
- Natural Born Killaz di Dr. Dre and Ice Cube (1994)
- Waterfalls di TLC (1995)
- Keep Their Heads Ringin di Dr. Dre (1995)
- Come On di Barry White (1995)
- If I Could Turn Back the Hands of Time di R. Kelly (1999)
- Ms. Jackson degli OutKast (2000)
- When The Ship Goes Down di Cypress Hill (2001)
- I Ain't Goin' Out Like That di Cypress Hill (2001)
- How Come, How Long di Babyface (2001)
- Show Me What You Got di Jay-Z (2006)

### Produttore
- Il risolutore (A Man Apart), regia di F. Gary Gray (2003)
- Be Cool, regia di F. Gary Gray (2005)
- La foresta dei sogni (The Sea of Trees), regia di Gus Van Sant (2015)
- Straight Outta Compton, regia di F. Gary Gray (2015)